# تلستار (قطعه بی‌کلام)
تلستار (به انگلیسی: Telstar) آهنگ بی‌کلامی است به نویسندگی و تهیه‌کنندگی جو میک که توسط گروه تورنیدوز در سال ۱۹۶۲ اجرا و به نخستین تک‌آهنگ از یک گروه بریتانیایی تبدیل شد که در جدول ۱۰۰ آهنگ داغ بیلبورد آمریکا به رتبهٔ نخست دست‌یافت. این آهنگ همچنین جایگاه اول را در چارت‌های انگلستان به خود اختصاص داد و موفق به کسب جایزهٔ آیور نوولو گردید. تخمین‌زده می‌شود که دست کم ۵ میلیون نسخه از آن در سرتاسر جهان به فروش رفته باشد.
این اثر که نامش برگرفته از نام ماهواره مخابراتی تلستار است که در ژوئیهٔ ۱۹۶۲ در مدار زمین قرار گرفت، در ۱۷ اوت ۱۹۶۲ (۵ هفته پس از پرتاب ماهوارهٔ مخابراتی) توسط دکا رکوردز منتشر شد. تلستار آهنگی بود تازه در آغاز عصر فضا همراه با جلوه‌های صوتی‌ای کامل و اصواتی شبیه به صداهای فضایی. همچنین در زمان انتشار صفحهٔ آن چنین شایع شده بود که این اعوجاج عجیب و غریب و سر و صداهای پس‌زمینه موسیقی، در اصل از ارسال سیگنال به ماهوارهٔ تلستار و باز ضبط آنها در زمین ایجاد شده‌اند. این جلوه‌های صوتی به احتمال زیاد در استودیوی ضبط جو میک که آپارتمانی کوچک در بالای مغازه‌ای در خیابان هالووی در شمال لندن بود تولید شده‌بودند.

## ادعای دزدی ادبی
آهنگسازی فرانسوی به نام ژان لودرو، با متهم‌ساختن جو میک به سرقت ادبی چنین مدعی شد که آهنگ تلستار از یکی از ساخته‌های او موسوم به La Marche d'Austerlitz که در سال ۱۹۶۰ برای فیلم فرانسوی Austerlitz ساخته بود کپی‌برداری شده‌است. او با این ادعا علیه جو میک اقامهٔ دعوی نمود و باعث‌شد تا او هیچ بهره مالکانهای از تلستار در طول زندگیش نبرد. جو میک که دچار بدهی و افسردگی شده‌بود در ۳ فوریهٔ ۱۹۶۷ پس از کشتن صاحبخانه‌اش با شلیک گلوله‌ای به زندگی خود پایان داد. سه هفته پس از مرگ میک، دادگاه سرانجام به نفع او رأی داد. فیلم Austerlitz در ۱۹۶۵ در انگلستان به نمایش درآمد و اقامهٔ دعوی در مارس ۱۹۶۳ صورت گرفته‌بود، بنابراین به‌احتمال زیاد جو میک در زمان ساخت تلستار اصلاً چیزی دربارهٔ این فیلم نمی‌دانست.

## تراک‌ها
| روی اول | روی اول  | روی اول     | روی اول |
| شماره   | نام      | نویسنده(ها) | مدت     |
| ------- | -------- | ----------- | ------- |
| ۱.      | «تلستار» | جو میک      | ۳:۱۵    |

| روی دوم | روی دوم   | روی دوم     | روی دوم |
| شماره   | نام       | نویسنده(ها) | مدت     |
| ------- | --------- | ----------- | ------- |
| ۱.      | «تب جنگل» | جف گادرد    | ۲:۱۵    |

## وضعیت در چارت‌های موسیقی
| جدول (۱۹۶۲)                   | بالاترین جایگاه |
| ----------------------------- | --------------- |
| جدول تک‌آهنگ‌های انگلستان       | ۱               |
| جدول تک‌آهنگ‌های بلژیک          | ۱               |
| جدول تک‌آهنگ‌های هلند           | ۳               |
| جدول تک‌آهنگ‌های آلمان          | ۶               |
| جدول تک‌آهنگ‌های ایرلند         | ۱               |
| جدول تک‌آهنگ‌های نروژ           | ۳               |
| جدول تک‌آهنگ‌های آفریقای جنوبی  | ۱               |
| ۱۰۰ آهنگ داغ بیلبورد آمریکا   | ۱               |
| تک‌آهنگ‌های سیاه بیلبورد آمریکا | ۵               |